# Galaxiella nigrostriata
Galaxiella nigrostriata là một loài cá thuộc họ Galaxiidae. Nó là loài đặc hữu của Tây Úc.

## Miêu tả
Con đực galaxiella nigrostriata dài tối đa 4,4 xentimét (2 in) còn con cái dài tối đa 4,8 xentimét (2 in)
Loài này có 7-9 vây tia lưng và 10-15 vây tia hậu môn mềm.
Loài này được tìm thấy ở vùng tây nam của Tây Australia giữa các thị xã Augusta đến Albany.